# Effetto spettatore
L'effetto spettatore, definito anche apatia dello spettatore o effetto testimone (in inglese bystander effect), è un fenomeno della psicologia sociale che si riferisce ai casi in cui gli individui non offrono alcun aiuto a una persona in difficoltà, in una situazione d'emergenza, quando sono presenti anche altre persone. La probabilità d'intervento è inversamente correlata al numero degli spettatori. In altre parole, maggiore è il numero degli astanti, minore è la probabilità che qualcuno di loro presterà aiuto. Numerose variabili intervengono nel determinare l'effetto spettatore. Esse comprendono l'ambiguità, la coesione sociale e la diffusione della responsabilità.

## Ricerche della psicologia sociale
L'effetto spettatore fu dimostrato per la prima volta in laboratorio da John Darley e Bibb Latané nel 1968 dopo che si erano interessati all'argomento seguendo l'omicidio di Kitty Genovese nel 1964. Questi ricercatori organizzarono una serie di esperimenti che dimostrarono l'esistenza di uno dei più importanti e più replicati effetti della psicologia sociale. In un tipico esperimento, il soggetto è o da solo o in un gruppo con altri soggetti oppure in un gruppo con dei complici dei ricercatori. Viene inscenata una situazione di emergenza e gli psicologi misurano quanto tempo occorre perché i soggetti intervengano, se intervengono. Questi esperimenti hanno trovato che la presenza di altri inibisce l'aiuto, spesso di un largo margine. Ad esempio, Bibb Latané e Judith Rodin (1969) inscenarono un esperimento con protagonista una donna in pericolo in cui i soggetti erano o soli o con un estraneo o con un amico. Il 70 per cento dei soggetti nella condizione "solo" gridarono o andarono ad aiutare la donna dopo che avevano creduto che fosse caduta e ferita mentre quando c'erano altre persone nella stanza soltanto il 40 per cento dei soggetti offrì aiuto.

### Variabili che influenzano gli spettatori

#### Situazioni di emergenza contro non emergenza
Latané e Darley eseguirono tre esperimenti per testare il comportamento in situazioni di non emergenza. I loro risultati indicavano che il modo in cui si chiedeva aiuto ai soggetti importava. In una prova, gli studiosi chiedevano il nome a uno spettatore. Più persone davano una risposta quando gli studiosi si presentavano per primi. In un'altra prova, gli studiosi chiedevano agli spettatori un nichelino. Quando lo studioso dava una spiegazione (cioè, "Mi hanno rubato il portafoglio"), la percentuale di persone che offrivano assistenza era più alta (72%) di quando lo studioso chiedeva semplicemente un nichelino (34%). Essenzialmente, quando si chiede assistenza, più informazioni si danno a uno spettatore, più è probabile che aiuterà.
Secondo Latané e Darley, ci sono cinque caratteristiche delle emergenze che influenzano gli spettatori:
1. Le emergenze implicano la minaccia di un danno o un danno effettivo
2. Le emergenze sono insolite e rare
3. Il tipo di azione richiesta in un'emergenza differisce da situazione a situazione
4. Le emergenze non possono essere previste o attese
5. Le emergenze richiedono un'azione immediata.

A causa di queste cinque caratteristiche, gli spettatori subiscono processi cognitivi e comportamentali:
1. Notano che qualcosa sta succedendo
2. Interpretano che la situazione è un'emergenza
3. Grado di responsabilità avvertito
4. Forma di assistenza
5. Implementano la scelta dell'azione.

Notare - per testare il concetto di "notare", Latane e Darley (1968) inscenarono un'emergenza usando studenti dell'Università della Columbia. Gli studenti furono posti in una stanza - o da soli, o con due o tre estranei a completare un questionario mentre aspettavano che lo sperimentatore ritornasse. Mentre stavano completando il questionario, del fumo fu pompato nella stanza attraverso un'apertura nel muro per simulare un'emergenza. Quando gli studenti stavano lavorando da soli notavano il fumo quasi immediatamente (entro 5 secondi). Tuttavia, gli studenti che stavano lavorando in gruppi impiegavano più tempo (fino a 20 secondi) per notare il fumo. Latané e Darley sostenevano che questo fenomeno potesse essere spiegato dalla norma sociale di ciò che è considerato etichetta ben educata in pubblico. Nella maggior parte delle culture occidentali, la buona educazione impone che sia inappropriato guardarsi intorno oziosamente. Questo potrebbe indicare che una persona è impicciona o scortese. Di conseguenza, è più probabile che i passanti mantengano l'attenzione su sé stessi quando sono intorno a grandi gruppi di quando sono da soli. Le persone che sono da sole è più probabile che siano consapevoli di quanto accade intorno a loro e perciò è più probabile che notino una persona che ha bisogno di assistenza.
Interpretare - una volta che una situazione è stata notata, affinché uno spettatore intervenga deve interpretare l'incidente come un'emergenza. Secondo il principio dell'influenza sociale, gli spettatori monitorano le reazioni delle altre persone in una situazione di emergenza per vedere se gli altri pensano che sia necessario intervenire. Se si è determinato che gli altri non stanno reagendo alla situazione, gli spettatori interpreteranno la situazione non come un'emergenza e non interverranno. Questo è un esempio di ignoranza pluralistica o prova sociale. Riferendosi all'esperimento del fumo, anche se gli studenti nei gruppi avevano notato chiaramente che il fumo era diventato così denso che stava oscurando la loro visione, irritando loro gli occhi o facendoli tossire, era ancora improbabile che lo segnalassero. Solo un partecipante nella condizione di gruppo segnalò il fumo entro i primi quattro minuti, e verso la fine dell'esperimento, nessuno di cinque degli otto gruppi aveva affatto segnalato il fumo. Nei gruppi che non segnalarono il fumo, fu anche interpretata in maniera meno grave la sua causa e la probabilità che fosse veramente minaccioso, nessuno infatti suggerì un incendio come possibile causa, ma alcuni preferirono spiegazioni meno gravi come la possibilità che il condizionatore dell'aria stesse perdendo. Similmente, le interpretazioni del contesto giocavano un ruolo importante nelle reazioni della gente dinanzi a un uomo e una donna che avevano uno scontro in strada; quando la donna gridava: "Allontanati da me, non ti conosco" gli spettatori intervenivano nel 65% delle volte, ma solo nel 19% delle volte quando la donna gridava: "Allontanati da me, non so perché mai ti ho sposato".
Le ricerche generali sull'effetto spettatore furono condotte principalmente nel contesto di emergenze non pericolose e non violente. Uno studio (2006) testò l'effetto spettatore in situazioni di emergenza per vedere se avrebbero ottenuto gli stessi risultati di altri studi che testavano non emergenze. In situazioni con basso pericolo potenziale, veniva dato significativamente più aiuto quando la persona era sola rispetto a quando vi erano intorno altre persone. Tuttavia, in situazioni con alto pericolo potenziale, i partecipanti messi di fronte a un'emergenza da soli o alla presenza di un'altra persona avevano una probabilità simile di aiutare la vittima. Questo suggerisce che in situazioni di maggiore gravità è più probabile che la gente interpreti la situazione come una nella quale occorre aiuto e sarà più probabile che intervenga.
Grado di responsabilità - Darley e Latané determinarono che il grado di responsabilità che sente uno spettatore dipende da tre cose:
1. Se sente o no che la persona sia meritevole di aiuto;
2. La competenza dello spettatore;
3. La relazione tra lo spettatore e la vittima.

Forme di assistenza - ci sono due categorie di assistenza come definite da Latané e Darley:
1. Intervento diretto: assistere direttamente la vittima;
2. Intervento di deviazione. L'intervento di deviazione si riferisce alla segnalazione di un'emergenza alle autorità (cioè la polizia, i vigili del fuoco).

Implementazione - dopo aver superato i passi 1-4, lo spettatore deve implementare l'azione prescelta.
In uno studio fatto da Abraham S. Ross, gli effetti dell'accresciuta responsabilità sull'intervento dello spettatore furono studiati aumentando la presenza dei bambini. Questo studio era basato sulla reazione di 36 studenti universitari maschi messi di fronte a situazioni di emergenza. Il risultato previsto era che le azioni di intervento avrebbero avuto un picco con la presenza di bambini intorno agli studenti partecipanti. La previsione si dimostrò però infondata e dallo studio non risultatarono differenze significative nell'intervento.
Una meta-analisi (2011) dell'effetto spettatore riferì che: "L'effetto spettatore era attenuato quando le situazioni erano percepite come pericolose (in confronto a non pericolose), i perpetratori erano presenti (in confronto a non presenti) e i costi dell'intervento erano fisici (in confronto a non fisici). Questo schema di scoperte è coerente con il modello di compensazione dei costi di eccitazione, che propone che le emergenze pericolose sono riconosciute più velocemente e più chiaramente come emergenze reali, inducendo in tal modi più elevati livelli di eccitazione e quindi più aiuto." Essi inoltre "identificarono situazioni in cui gli spettatori forniscono sostegno fisico gradito all'individuo potenzialmente intervenente e riducono così l'effetto spettatore, come quando gli spettatori erano esclusivamente maschi, quando erano alleati ingenui piuttosto che passivi o persone presenti solo virtualmente, e quando gli spettatori non erano estranei".
Una spiegazione alternativa è stata proposta da Stanley Milgram, che ipotizzò che il comportamento insensibile degli spettatori fosse causato dalle strategie che essi avevano adottato nella vita quotidiana per affrontare il sovraccarico cognitivo. Questa idea è stata convalidata in varia misura dalle ricerche empiriche.
Timothy Hart e Ternace Miethe usarono i dati del Rilevamento nazionale sulle vittimizzazioni di crimini (National Crime Victimization Survey, NCVS) e trovarono che uno spettatore era presente nel 65 per cento delle vittimizzazioni nei dati. La loro presenza era più comune nei casi di aggressioni fisiche (68%), che ammontavano alla maggioranza di queste vittimizzazioni violente e meno probabile nelle rapine (49%) e nelle aggressioni sessuali (28%). Le azioni degli spettatori erano giudicate dalle vittime più frequentemente come "né utili né dannose" (48%), seguite da "utili" (37%), "dannose" (10%) e "sia utili sia dannose" (3%). Metà degli attacchi ai quali era presente uno spettatore si verificavano la sera in cui la vittima e lo spettatore erano estranei.

#### Ambiguità e conseguenze
L'ambiguità è un fattore che influenza se una persona assiste o no un'altra che ha bisogno. Nelle situazioni in cui lo spettatore/gli spettatori non sono sicuri se una persona richieda assistenza (una situazione ad alta ambiguità), il tempo di reazione è lento (sentono una persona cadere, ma non sono sicuri se si sia fatta male). Nelle situazioni a bassa ambiguità (una persona che grida aiuto) il tempo di reazione è più rapido che nelle situazioni ad alta ambiguità. In alcuni casi di alta ambiguità, a una persona o a un gruppo può occorrere fino a 5 volte di più prima di agire rispetto ai casi di bassa ambiguità. Il numero di spettatori in ciascuna condizione non è un fattore significativo. In questi casi, gli spettatori determinano la propria sicurezza prima di procedere. È più probabile che gli spettatori intervengano nelle situazioni a bassa ambiguità e con conseguenze insignificanti rispetto alle situazioni ad alta ambiguità e con conseguenze significative.

#### Comprensione dell'ambiente
Il fatto che uno spettatore intervenga o no può avere a che fare con la sua familiarità con l'ambiente dove si verifica l'emergenza. Se lo spettatore ha familiarità con l'ambiente, è più probabile che sappia dove trovare aiuto, dove sono le uscite, ecc. Gli spettatori che si trovano in un ambiente nel quale non hanno familiarità con i dintorni è meno probabile che prestino aiuto in una situazione di emergenza.

#### Innescare l'effetto spettatore
Le ricerche fatte da Garcia et al. (2002) indicano che l'innesco di un contesto sociale può inibire il comportamento di aiuto. Immaginare di essere intorno a una persona o essere intorno a un gruppo di persone può influenzare la disponibilità di una persona ad aiutare.

#### Coesione e appartenenza al gruppo
La coesione sociale è un'altra variabile che può influenzare il comportamento di aiuto di uno spettatore. Come definita da Rutkowski et al., la coesione si riferisce a una relazione consolidata (amici, conoscenti) tra due o più persone. Sono stati fatti esperimenti per testare la prestazione degli spettatori quando sono in gruppi con persone che conoscono. Secondo Rutkowski et al., la norma della responsabilità sociale influenza il comportamento di aiuto. La norma della responsabilità sociale afferma che "le persone dovrebbero aiutare gli altri che hanno bisogno di aiuto e che dipendono da loro per esso". Come suggerito dalle ricerche, più un gruppo è coeso, più è probabile che il gruppo agirà in accordo con la norma della responsabilità sociale. Per testare questa ipotesi, i ricercatori usarono studenti universitari e li divisero in quattro gruppi: un gruppo scarsamente coeso con due persone, un gruppo scarsamente coeso con quattro persone, un gruppo altamente coeso con due persone e un gruppo altamente coeso con quattro persone. Gli studenti nel gruppo altamente coeso furono poi fatti conoscere tra loro presentandosi e discutendo ciò che piaceva/non piaceva loro della scuola e altri argomenti simili. Il punto dell'esperimento era determinare se i gruppi coesi erano o no più disponibili ad aiutare una "vittima" ferita dei gruppi scarsamente coesi. I gruppi altamente coesi con quattro membri erano quelli più rapidi e più probabili a rispondere alla vittima che credevano fosse ferita. I gruppi scarsamente coesi con quattro membri erano i più lenti e i meno probabili a rispondere a una vittima.
Le ricerche sull'altruismo suggeriscono che il comportamento di aiuto è più probabile quando ci sono somiglianze tra chi aiuta e la persona che viene aiutata. Recenti ricerche hanno considerato il ruolo della somiglianza, e più specificamente, hanno condiviso l'appartenenza al gruppo nell'incoraggiare l'intervento dello spettatore. In un esperimento (2005), i ricercatori trovarono che era più probabile che gli spettatori aiutassero una persona ferita se quella persona stesse indossando una maglia da football di una squadra che piaceva allo spettatore rispetto a una squadra che non gli piaceva. Tuttavia, quando la loro identità condivisa come tifosi di football era resa rilevante, era probabile che i sostenitori di entrambe le squadre fossero aiutati, significativamente più di una persona che indossasse una semplice maglietta.
Le scoperte di Mark Levine e Simon Crowther (2008) illustrarono che la dimensione crescente del gruppo inibiva l'intervento in uno scenario di violenza stradale quando gli spettatori erano estranei, ma incoraggiavano l'intervento quando gli spettatori erano amici. Essi trovarono anche che quando l'identità di genere era rilevante la dimensione del gruppo incoraggiava l'intervento quando gli spettatori e la vittima condividevano l'appartenenza alla categoria sociale. In aggiunta, la dimensione del gruppo interagiva con norme specifiche del contesto che da una parte inibiscono dall'altra incoraggiano l'aiuto. Lo spettatore non è una conseguenza generica della dimensione crescente del gruppo. Quando gli spettatori condividono le relazioni psicologiche a livello di gruppo, la dimensione del gruppo incoraggiano come pure inibiscono l'aiuto.
Queste scoperte possono essere spiegate in termini di autocategorizzazione ed empatia. Dal punto di vista della teoria dell'autocategorizzazione, l'identità sociale, il benessere di una persona è legato alla sua appartenenza al gruppo così che quando un'identità basata sul gruppo è rilevante, si può considerare che la sofferenza di un membro del gruppo influenzi direttamente il gruppo stesso. A causa di questa identità condivisa, definita come fusione sé-altro, gli spettatori sono in grado di simpatizzare, il che si è scoperto prevede il comportamento di aiuto. Ad esempio, in uno studio relativo all'aiuto dopo lo sfratto si trovò che sia l'identificazione sociale sia l'empatia inducevano l'aiuto. Tuttavia, quando si controllò l'identificazione sociale, l'empatia non induceva più il comportamento di aiuto.

#### Differenze culturali
Nel discutere il caso di Wang Yue e un successivo incidente in Cina nel quale le riprese a circuito chiuso in una metropolitana di Shanghai mostravano i passeggeri che fuggivano da uno straniero che era svenuto, Yunxiang Yan, antropologo dell'UCLA, asserì che le reazioni possono essere spiegate da differenze storico-culturali profondamente radicate nella società agraria, nella quale vi era un netto contrasto tra come gli individui si associavano con i membri del gruppo interno (ingroup) e di quello esterno (outgroup), dicendo: "Come trattare gli stranieri gentilmente è una delle più grosse sfide nella società cinese contemporanea...Il sistema etico prevalente nella Cina tradizionale si basa su legami di comunità, di consanguineità molto stretti." Egli continuava: "Una persona potrebbe trattare altre persone nel suo gruppo sociale molto, molto gentilmente... Ma all'opposto, quando fosse messa di fronte a un estraneo, e tendere a essere molto sospettosa. E ogni volta che fosse possibile, potrebbe approfittare di quell'estraneo."

#### Diffusione della responsabilità
Darley e Latané (1968) condussero ricerche sulla diffusione della responsabilità. Le scoperte suggerirono che, nel caso di un'emergenza, quando le persone credono che ci siano altre persone intorno sono meno propense o più lente ad aiutare una vittima, perché credono che qualcun altro se ne prenderà la responsabilità. Le persone potrebbero anche evitare di prendersi la responsabilità per una situazione a seconda del contesto. Potrebbero presumere che altri spettatori, come medici o agenti di polizia, siano più qualificati per aiutare, e che il loro intervento sarebbe non necessario. Potrebbero anche temere di essere rimpiazzati da un soccorritore migliore, di offrire assistenza non voluta, o di affrontare le conseguenze legali di offrire un'assistenza inferiore e forse pericolosa. Per questa ragione, alcune legislazioni limitano la responsabilità per coloro che tentano di fornire servizi medici e non medici in un'emergenza.

### Ricerche dei professionisti dell'Ombudsman organizzativo
Uno studio del 2009 pubblicato dall'Associazione Internazionale degli Ombudsman nel Journal of the International Ombudsman Association suggerisce che - in realtà - ci sono dozzine di ragioni per cui le persone non agiscono sul momento né si fanno avanti sul posto di lavoro quando vedono un comportamento che considerano inaccettabile.
Le più importanti ragioni citate per non agire erano: la paura della perdita di relazioni importanti dentro e fuori del posto di lavoro, e una paura di "cattive conseguenze". Vi erano anche molte ragioni fornite da persone che non agivano sul momento né si facevano avanti con le autorità.
Questo studio di professionisti suggerisce che l'effetto spettatore può essere studiato e analizzato in maniera molto più ampia. La prospettiva più ampia include non solo a) ciò che gli spettatori fanno nelle singole emergenze, b) aiutare gli estranei nel bisogno, quando c) ci sono (o non ci sono) altre persone intorno. Le reazioni degli spettatori possono essere analizzate anche a) quando gli spettatori percepiscono uno qualsiasi di un'ampia varietà di comportamenti inaccettabili nel corso del tempo, b) sono all'interno di un contesto organizzativo, e c) con persone che conoscono. Lo studio dei professionisti segnalava molte ragioni per le quali alcuni spettatori all'interno delle organizzazioni non agiscono o non segnalano un comportamento inaccettabile. Lo studio suggerisce anche che il comportamento dello spettatore, in realtà, spesso è utile, in termini di agire sul momento per aiutare e di segnalare un comportamento inaccettabile (e le emergenze e le persone nel bisogno). Lo studio dei professionisti dell'ombudsman suggerisce che ciò che gli spettatori faranno nelle situazioni reali è effettivamente molto complesso, riflettendo le visioni del contesto e i loro responsabili (e le relative strutture organizzative se ve ne sono) e anche molte ragioni personali.
A sostegno dell'idea che alcuni spettatori agiscono in modo effettivamente responsabile, Gerald Koocher e Patricia Keith Spiegel scrissero un articolo del 2010 relativo a uno studio finanziato dalla NIH che mostra che l'intervento informale di pari e spettatori possa interrompere o rimediare a un comportamento scientifico inaccettabile.

### What Would You Do?
Lo spettacolo in prima serata di John Quiñones, What Would You Do? (ossia "Che cosa fareste voi?") sul network American Broadcasting Company, testa l'effetto spettatore. Si usano attori per rappresentare recitando situazioni (tipicamente non di emergenza) mentre le telecamere catturano le reazioni e le azioni di spettatori innocenti. Gli argomenti includono imbrogliare in un esame milionario, una persona anziana che ruba in un negozio, il razzismo e l'omofobia.

### Computer contro non computer: intervento mediato dal computer
Le ricerche suggeriscono che l'effetto spettatore può essere presente in situazioni di comunicazione mediata dal computer. L'evidenza dimostra che le persone possono essere spettatori anche quando non possono vedere la persona in difficoltà. Nell'esperimento, furono osservati 400 gruppi di conversazione in linea. Uno di due alleati fu usato come vittima in ciascuna chat room: o una vittima maschile il cui nome sullo schermo era Jake Harmen o una vittima femminile denominata Suzy Harmen. Lo scopo dell'esperimento era determinare se il genere della vittima importasse o no, se la dimensione di ciascun gruppo di conversazione avesse qualche effetto e se chiedere l'aiuto di una persona usando direttamente il suo nome sullo schermo avrebbe o no avuto qualche effetto. I risultati indicarono che non aveva alcun effetto sul fatto che uno spettatore assistesse o no la vittima. In accordo con le conclusioni di Latané e Darley, il numero di persone presenti nella chat room ha effetto. Il tempo di risposta per i gruppi di conversazione più piccoli era più rapido di quello nei gruppi di conversazione più grandi. Tuttavia, questo effetto era inesistente quando la vittima (Suzy o Jake) chiedeva aiuto a una persona specifica nel gruppo di conversazione. Il tempo medio di risposta per i gruppi nei quali era chiamata in causa una persona specifica era 36,38 secondi. Il tempo medio di risposta per i gruppi nei quali non era indicato nessun nome sullo schermo era 51,53 secondi. Una conclusione significativa della ricerca è che l'intervento dipende dal fatto se una vittima chiedeva aiuto specificando un nome sullo schermo. L'effetto della dimensione del gruppo era inibito quando la vittima chiedeva specificamente aiuto a una determinata persona. Lo stesso effetto non era invece inibito se la vittima non chiedeva aiuto a una persona specifica.

### Bambini come spettatori
Sebbene la maggior parte delle ricerche siano state condotte sugli adulti, anche i bambini possono essere spettatori. Uno studio condotto da Robert Thornberg nel 2007 identificò varie ragioni per le quali i bambini non aiutano quando un altro compagno di classe è in difficoltà. Esse comprendono: banalizzazione, dissociazione, imbarazzo associato, priorità agli impegni di lavoro, conformità a una norma competitiva, modellamento sul pubblico e trasferimento di responsabilità. In uno studio ulteriore, Thornberg concluse che ci sono sette stadi di deliberazione morale dello spettatore nelle situazioni tra gli alunni svedesi che egli aveva osservato e intervistato: (a) notare che qualcosa non va, cioè, i bambini prestano un'attenzione selettiva al loro ambiente, e a volte non si sintonizzano su un coetaneo in difficoltà se hanno fretta o se la loro visuale è ostruita; (b) interpretare un bisogno di aiuto - a volte i bambini pensano che gli altri stiano solo giocando piuttosto che essere effettivamente in difficoltà oppure mostrano ignoranza pluralistica, (c) provare empatia, cioè, essendosi sintonizzati su una situazione e avendo concluso che occorre aiuto, i bambini potrebbero essere dispiaciuti per un coetaneo ferito o arrabbiati per l'aggressione ingiustificata (rabbia empatica), (d) elaborare le cornici morali della scuola - Thornberg identificò cinque ingredienti contestuali che influenzano il comportamento dei bambini nelle situazioni delle spettatore (la definizione di bravo studente, la premura per la tribù, gli stereotipi del genere e la moralità dipendente dalla gerarchia sociale), (e) esplorazione dello status e delle relazioni sociali, cioè, era meno probabile che gli studenti intervenissero se non si definivano amici della vittima o appartenenti alla stessa categoria sociale significativa della vittima, o se c'erano studenti di status elevato presenti o coinvolti come aggressori - per converso, era più probabile che gli studenti di status inferiore intervenissero se vi erano intorno solo pochi altri studenti di status basso, (f) condensare i motivi per l'azione, vale a dire considerare un numero di fattori come possibili costi e benefici, e (g) agire, cioè, tutti i suddetti elementi si univano nella decisione di intervenire oppure no. È impressionante come questa fosse meno una decisione individuale che il prodotto di un insieme di processi interpersonali e istituzionali.

## Implicazioni della ricerca

### Processi per omicidio sudafricani
In uno sforzo di rendere i tribunali sudafricani più equi nelle loro sentenze di condanna, fu introdotto il concetto di circostanze attenuanti. Tuttavia, nessuna definizione concreta di circostanze attenuanti fu mai data. I tribunali sudafricani cominciarono a usare la testimonianza di esperti di psicologia sociale per definire che cosa significasse circostanze attenuanti nel sistema giudiziario. Esempi includono: la deindividuazione, l'apatia dello spettatore e il conformismo. Nel caso di S. contro Sibisi e Altri (1989) otto membri del Sindacato dei Lavoratori ferroviari e portuali sudafricani (South African Railways and Harbours Workers' Union, SARHWU) erano implicati nell'omicidio di quattro lavoratori che avevano scelto di non aderire allo sciopero del SARHWU. Gli psicologi Scott Fraser e Andrew Colman presentarono prove per la difesa usando le ricerche della psicologia sociale. Anche l'antropologo sociale Boet Kotzé fornì prove per la difesa. Egli testimoniò che le culture africane sono caratterizzate da una coscienza collettiva. Kotzé testimoniò che il conscio collettivo aveva contribuito alla disponibilità degli accusati ad agire con il gruppo piuttosto che ad agire come individui. Fraser e Colman affermarono che l'apatia dello spettatore, la deindividuazione, il conformismo e la polarizzazione di gruppo erano circostanze attenuanti nell'uccisione dei quattro crumiri. Essi spiegarono che la deindividuazione può influenzare la capacità dei membri del gruppo di rendersi conto che sono ancora responsabili delle loro azioni individuali anche quando stanno con un gruppo. Usarono anche le ricerche sull'apatia dello spettatore di Latané e Darley per illustrare perché quattro degli otto imputati erano rimasti a osservare mentre gli altri quattro uccidevano quattro uomini. Le testimonianze di Fraser e Colman aiutarono effettivamente quattro degli imputati a sfuggire alla pena di morte.

### Leggi
Molti paesi nel mondo hanno emanato leggi che ritengono gli spettatori responsabili quando assistono a un'emergenza senza intervenire.
1. Nell'ordinamento italiano è punita la omissione di soccorso, delineando il dovere di "dare avviso immediato all'autorità di aver trovato abbandonato o smarrito un fanciullo minore di anni dieci o altra persona incapace di provvedere a sé stessa", oppure di "prestare assistenza o di dare avviso all'autorità di aver trovato un corpo umano che sembri inanimato ovvero una persona ferita o che necessiti assistenza".
2. La Carta dei diritti e delle libertà dell'uomo del Québec (Quebec Charter of human rights and freedoms) afferma che "ogni persona deve venire in aiuto di chiunque la cui vita sia in pericolo, o personalmente o chiamando aiuto, a meno che ciò implichi pericolo per sé stesso o per una terza persona, o abbia un'altra valida ragione".[26] In Quebec è perciò un obbligo giuridico assistere le persone.
3. Parimenti, il Codice penale brasiliano afferma che è reato non soccorrere (o non chiamare i servizi di emergenza quando è opportuno) persone ferite o disabili, comprese quelle che si trovano in grave e imminente pericolo finché è sicuro farlo. Questo include anche i bambini abbandonati.[27]
4. Il Codice penale tedesco considera reato per una persona omettere di prestare aiuto in caso di incidenti o altri pericoli comuni, a meno che tale persona in tal modo non mettesse in pericolo sé stessa o ciò fosse contrario a qualche altra importante obbligazione.[28]

Negli Stati Uniti d'America, sono state attuate le cosiddette "Leggi del buon samaritano" (Good Samaritan laws) per tutelare gli spettatori che, agendo in buona fede, prestano soccorso a persone in difficoltà. Molte organizzazioni inoltre stanno predisponendo programmi di formazione per il comportamento da assumere quando si è spettatori di questo tipo di situazioni. Ad esempio, l'Esercito degli Stati Uniti sta facendo formazione per gli spettatori di casi di aggressione sessuale. Alcune organizzazioni fanno abitualmente formazione per gli spettatori riguardo ai temi della sicurezza. Altre la stanno facendo riguardo ai temi delle disuguaglianze. Organizzazioni come le università americane stanno usando le ricerche sugli spettatori anche per favorire gli interventi di fronte ai tentativi di stupro. Tra gli esempi sono da citare il programma InterACT di prevenzione delle aggressioni sessuali e il programma Green Dot.
Molte istituzioni hanno lavorato per fornire opzioni di intervento o segnalazione agli spettatori che assistono a comportamenti che considerano inaccettabili. Queste opzioni di solito sono fornite attraverso sistemi di reclamo - in modo che gli spettatori possano scegliere a chi rivolgersi. Un'altra opzione che è particolarmente utile è quella di un ombudsman organizzativo, che non tiene registrazioni per il datore di lavoro ed è quasi completamente confidenziale.

## Esempi notevoli

### Kitty Genovese (1964)
Il caso di Kitty Genovese è spesso citato e occasionalmente criticato come un esempio dell'"effetto spettatore". È anche il caso che stimolò originariamente la ricerca psicologica sociale in questo campo. Il 13 marzo 1964 Kitty Genovese, una ragazza statunitense di 28 anni, stava ritornando dal lavoro al suo appartamento del Queens, New York, alle 3 del mattino, quando fu pugnalata a morte da uno stupratore e omicida seriale. Secondo i resoconti dei giornali, l'attacco durò almeno mezz'ora, tempo durante il quale la Genovese urlò e supplicò aiuto. L'omicida attaccò la Genovese e la pugnalò, poi fuggì dalla scena dopo aver attirato l'attenzione di un vicino. L'assassino ritornò poi 10 minuti più tardi e finì l'aggressione. Le notizie dei giornali dopo la morte della Genovese asserirono che 38 testimoni avevano osservato le pugnalate e omesso di intervenire o perfino di contattare la polizia dopo che l'assalitore era fuggito e la Genovese era morta. Questo condusse a una diffusa attenzione dell'opinione pubblica e a molti editoriali.
Secondo un articolo pubblicato nel 2007 in American Psychologist, la storia originaria dell'omicidio di Kitty Genovese era stata esagerata dai mezzi di comunicazione. Specificamente, non c'erano 38 testimoni oculari, la polizia fu contattata almeno una volta durante l'assalto, e molti degli spettatori che avevano sentito per caso l'assalto non poterono in realtà vedere. Gli autori dell'articolo suggeriscono che la storia continua a essere travisata nei manuali di psicologia perché funge da parabola e serve come esempio drammatico per gli studenti.

### Larry Froistad (1998)
Lunedì 22 marzo 1998, Larry Froistad scrisse un messaggio in una chat room usata come gruppo di sostegno per persone che combattevano l'alcolismo. Nel suo messaggio, confessò di essersi intenzionalmente ubriacato e di aver appiccato il fuoco alla sua casa uccidendo così sua figlia. Più di 200 persone erano in linea a vedere il messaggio. Molti erano furiosi, ma alcuni intervennero in difesa di Froistad e asserirono che stava "sperimentando una fantasia guidato dalla colpa per il suo divorzio". Dopo un dibattito, tre persone su più di 200 denunciarono l'incidente alle autorità. Froistad confessò l'omicidio il 27 marzo 1998.

### Axel Casian
Il 16 giugno 2008, su una strada di campagna fuori da Turlock (California), amici, familiari ed estranei, compreso un capo dei vigili del fuoco volontari, rimasero a guardare mentre Sergio Aguiar ammazzava metodicamente di botte suo figlio Axel Casian di due anni, spiegando con voce calma che "doveva far uscire i demoni" dal bambino. A un certo punto si fermò per accendere le luci di emergenza del suo camion. Nessuno si mosse per prendere il bambino o attaccare Aguiar. I testimoni dissero che erano tutti impauriti per intervenire perché Aguiar "avrebbe potuto avere qualcosa in tasca", sebbene alcune persone abbiano cercato sassi o tavole sperando di trovare qualcosa per sottometterlo. La fidanzata del capo dei vigili del fuoco chiamò il 911. L'agente di polizia Jerry Ramar arrivò in elicottero e disse ad Aguiar di fermarsi. Aguiar mostrò a Ramar il dito medio e Ramar gli sparò in testa. Gli agenti di polizia e gli psicologi spiegarono più tardi che l'inazione della folla era giustificata perché "le persone comuni non vogliono affrontare uno psicotico", che non erano "psicologicamente preparate" a intervenire e che essere bloccati dall'indecisione e dalla paura è una reazione normale.

### Esmin Green, Kings County Hospital
Nel giugno 2008 la quarantanovenne Esmin Green si accasciò nella sala d'attesa del Kings County Hospital Center a Brooklyn dopo aver aspettato quasi 24 ore per le cure. Fu ignorata dalle altre persone presenti nella sala e da due guardie di sicurezza. Fu aiutata dopo che era passata un'ora, ma morì. Il personale dell'ospedale falsificò i registri per minimizzare il tempo che la Green era rimasta distesa sul pavimento senza assistenza. Il Kings County Hospital era stato citato in precedenza per condizioni insalubri e abbandono di paziente.

### Brian Sinclair, Winnipeg Health Sciences Centre
Nel settembre 2008 il quarantacinquenne Brian Sinclair si recò in una clinica medica di Winnipeg, lamentandosi di dolori addominali e di un possibile problema con il suo catetere. La clinica lo indirizzò al Pronto Soccorso di Scienze della Salute (Health Sciences). Dopo aver parlato a un'infermiera nell'area di triage, gli fu detto di andare nella sala d'attesa finché qualcuno non gli parlasse. Sinclair rimase seduto nella sala d'attesa per 34 ore. Nessuno gli parlò, gli diede cibo o cure, o gli prestò altrimenti attenzione finché uno degli altri pazienti disse al personale di sicurezza che non poteva dire se Sinclair stesse respirando. Sinclair morì di una malattia trattabile nella sala d'attesa. La morte ebbe come conseguenza un'inchiesta nella provincia di Manitoba sulle cure dei Pronto Soccorso e degli individui marginalizzati.

### Hugo Alfredo Tale-Yax
Nell'aprile 2010 Hugo Alfredo Tale-Yax fu pugnalato a morte a New York dopo essere corso in aiuto di una donna che stava venendo assalita da un rapinatore. Yax rimase sul marciapiede per più di un'ora prima che arrivassero i vigili del fuoco. Quasi venticinque persone gli passarono accanto mentre lui giaceva morente su un marciapiede del Queens, parecchi fissarono Yax, uno di loro fece fotografie; tuttavia, nessuno di loro lo aiutò o chiamò i servizi di emergenza.

### Raymond Zack
Nel Memorial Day del 2011, il cinquantatreenne Raymond Zack, di Alameda, entrò nelle acque al largo di Robert Crown Memorial Beach e rimase immerso fino al collo nell'acqua grosso modo a 150 metri al largo per quasi un'ora. Sua madre adottiva, Dolores Berry, chiamò il 9-1-1 e disse che suo figlio stava tentando di affogarsi (ci sono rapporti confliggenti sulle intenzioni di Zack). I vigili del fuoco e la polizia risposero, ma non entrarono in acqua. I vigili del fuoco chiamarono una barca della Guardia costiera degli Stati Uniti per intervenire sulla scena. Secondo i rapporti di polizia, la polizia di Alameda si aspettava che i vigili del fuoco entrassero in acqua. I vigili del fuoco in seguito dissero che non avevano la formazione e le certificazioni correnti per eseguire il soccorso in acqua con base a terra. Dozzine di civili sulla spiaggia, o che osservavano dalle loro case dall'altra parte della spiaggia, non entrarono in acqua, apparentemente aspettandosi che gli agenti di pubblica sicurezza operassero un soccorso. Alla fine, Zack si accasciò in acqua, apparentemente per ipotermia. Perfino allora nessuno entrò in acqua per parecchi minuti. Infine, un buon samaritano entrò in acqua e tirò Zack a riva. Zack morì dopo in un ospedale locale.

### Wang Yue (2011)
Nell'ottobre 2011, una bambina di due anni, Wang Yue, fu urtata da un furgone bianco nella città di Foshan (Cina): il guidatore non le prestò soccorso e anzi le passò sopra con la ruota posteriore. Fino a che non fu raccolta e portata in disparte da una passante, 18 persone la ignorarono, alcune arrivando perfino a camminare intorno al sangue. La bambina rimase abbandonata per sette minuti prima che un operatore della nettezza urbana, Chen Xianmei, chiamasse aiuto. Le telecamere della sorveglianza all'interno del mercato coperto in cui si svolsero i fatti ripresero la scena. La bambina morì otto giorni dopo.

### Pateh Sabally (2017)
Nel 2017, il 22 gennaio, a Venezia Pateh Sabally, un profugo gambiano di 22 anni con regolare permesso di soggiorno si gettò nel Canal Grande a Venezia con palese intento suicida mentre diverse persone riprendevano la scena con i telefonini, altri incitavano il ragazzo a uccidersi e altri inveivano con insulti razzisti in lingua italiana. Il caso ha suscitato alcune reazioni incredule nei media nazionali e altre tese a ridimensionare l'inazione dei presenti e le loro provocazioni.